# Skúli Magnússon
Skúli Magnússon, född 12 december 1711 i Norður-Þingeyjarsýsla, död 9 november 1794, var en isländsk ämbetsman. Han var den förste islänningen som innehade ämbetet som isländsk fogde.
Skúli föddes på Keldunes i Norður-Þingeyjarsýslá 1711, son till Magnúsar Einarsson, som var präst i Húsavík från 1715, och hans hustru Oddnýjar Jónsdóttir . Skúli arbetade som köpman i sin ungdom, men började hösten 1727 skola hos prosten Þorleif Skaftasyn i Múla i Aðaldal . Fadern Magnús drunknade i början av 1728 , när han samlade ved, så två år senare gifte Skúlis mor sig med en pastor Þorleif, som sedan hjälpte honom med studentexamen 1731 . Han studerade sedan vidare vid Köpenhamns universitet 1732-34 dock utan att avlägga examen.
Skúli blev 1734 syssloman och 1749 landsfogde på Island. Han framkallade många nyttiga inrättningar och företag. Det var han, som gav impulsen till frigivandet av handeln på Island (1786), vilket var ett huvudvillkor för öns materiella utveckling. Han kan därmed sägas ha bidragit till att Reykjavik grundades år 1786.